# ألكسندر تشاكوفسكي
الكسندر بوريسوفيتش تشاكوفسكي (بالروسية: Алекса́ндр Бори́сович Чако́вский) (1913 – 1994) كاتب وصحفي روسي سوفيتي وبطل العمل الاشتراكي (1973)، حائز على جائزة ستالين عام 1950 وجائزة لينين عام 1978 وجائزة الدولة السوفيتية عام 1983 وعضو في الحزب الشيوعي السوفيتي منذ عام 1941.

## حياته
ولد في 26 أغسطس عام 1913 في سانت بطرسبرغ لعائلة يهودية. كان والده طبيبا. درس تشاكوفسكي دراسة مسائية في معهد القانون. انتهى من معهد غوركي الأدبي عام 1983 وأنهى الدراسات العليا في معهد موسكو للفلسفة والأدب. عمل أثناء دراسته في مجلة أدبية فنية «أوكتيابر».

## عمله
ظهر لأول مرة كناقد في عام 1937 وفيما بعد عُرفَ ككاتب مسرحي. في أثناء الحرب الوطنية العظمى خدم في الجيش الأحمر كمراسل في «فرنتوفوي برافدي» وفي صحف أخرى.
تواجد عدة مرات في لينينغراد (سانت بطرسبرغ) المحاصرة كمراسل حربي لجريدة «فولغوفسكوفا فرونتا». عمل كرئيس تحرير لمجلة «اينوسترانايا ليتيراتورا» في الفترة ما بين عامي 1955 و1963، و«ليتيراتورنوي غازيتي» ما بين عامي 1962 و1988. أصبحت صحيفة «ليتيراتورنوي غازيتي» والتي تعد من الصحف الأدبية الاحترافية تحت إدارته واحدة من أكثر إصدارات الدولة رواجاً. في عام 1973 وقع تشاكوفسكي على رسالة مجموعة الكتاب السوفيت عن سولجينيتسين وساخاروف.
أصبح تشاكوفسكي مرشحاً للعضوية في اللجنة المركزية للحزب الشيوعي السوفيتي (1971 – 1986). وعضو في اللجنة المركزية للحزب الشيوعي السوفيتي (1986 – 1990)، وعضو اتحاد الكتاب في الاتحاد السوفيتي (1991- 1962)، ونائب في المجلس السوفيتي الأعلى ل 7-9 دورات منعقدة (1966–1989)، ورئيس اللجنة السوفيتية للتضامن مع شعوب أمريكا اللاتينية.

## وفاته
توفي الكسندر تشاكوفسكي في 17 شباط لعام 1994 وتم دفنه في مقبرة كونتسيفو في موسكو.

## روابط خارجية
- ألكسندر تشاكوفسكي على موقع IMDb (الإنجليزية)